# Herminia amolgida
Herminia amolgida là một loài bướm đêm trong họ Noctuidae.